# Mamestra
Mamestra är ett släkte av fjärilar som beskrevs av Ferdinand Ochsenheimer 1816. Mamestra ingår i familjen nattflyn.

## Dottertaxa tillMamestra, i alfabetisk ordning[1][2]
- Mamestra blenna Hübner, 1822/24
- Mamestra brassicae Linnaeus, 1758, Kålfly
- Mamestra catephioides Walker, 1865
- Mamestra configurata Walker, 1856
- Mamestra curialis Smith, 1887
- Mamestra dentata Kononenko, 1981
- Mamestra granti Warren, 1905
- Mamestra immiscens Walker, 1870
- Mamestra meridiana Salmon, 1956
- Mamestra mixtura Walker, 1870
- Mamestra ordinaria Walker, 1865
- Mamestra sepultrix Guenée, 1852
- Mamestra suasa Schiffermüller, 1776, Synonymt med Lacanobia suasa Denis & Schiffermüller, 1775
- Mamestra subrosea Köhler, 1955
- Mamestra tetrica Graeser, 1888

## Bildgalleri

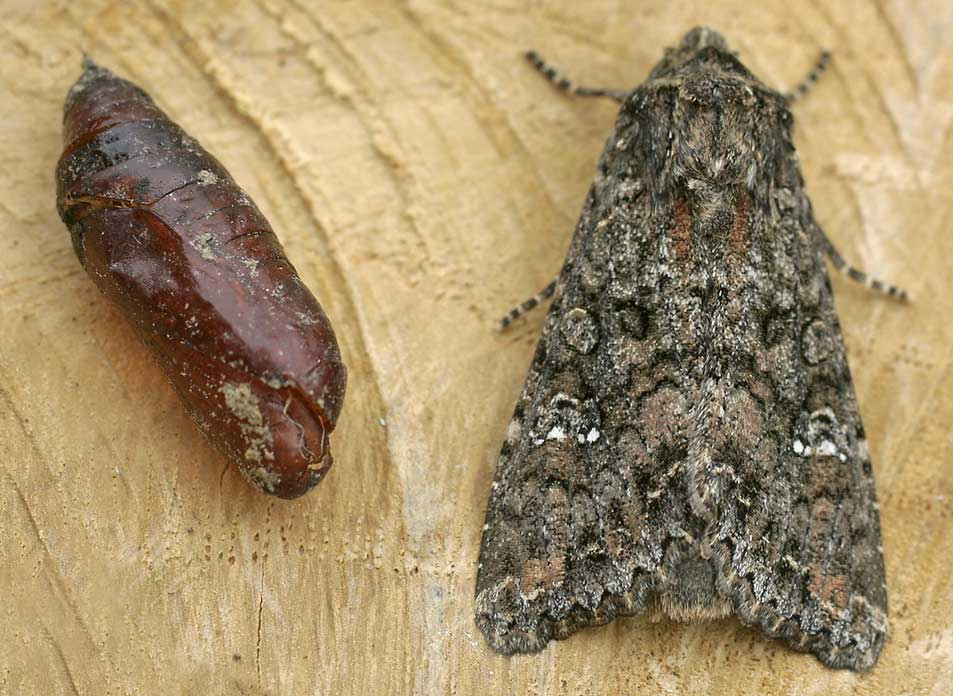
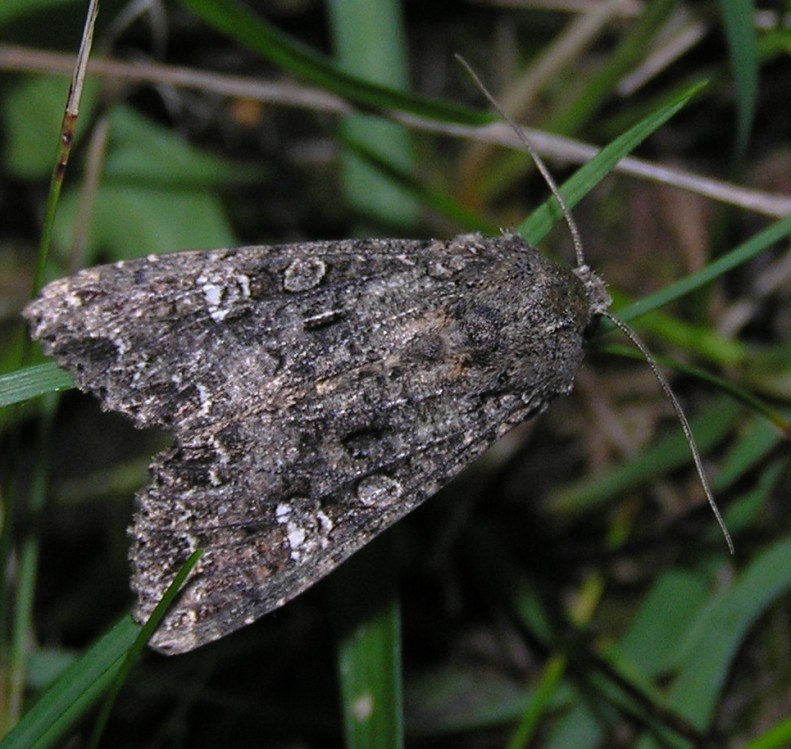